# Санса
Санса́ (фр. Sanssat) — коммуна во Франции, находится в регионе Овернь. Департамент коммуны — Алье. Входит в состав кантона Варен-сюр-Алье. Округ коммуны — Виши.
Код INSEE коммуны — 03266.

## Население
Население коммуны на 2008 год составляло 272 человека.
| 1962 | 1968 | 1975 | 1982 | 1990 | 1999 | 2008 |
| ---- | ---- | ---- | ---- | ---- | ---- | ---- |
| 313  | 328  | 309  | 280  | 287  | 277  | 272  |

## Экономика
В 2007 году среди 198 человек в трудоспособном возрасте (15—64 лет) 133 были экономически активными, 65 — неактивными (показатель активности — 67,2 %, в 1999 году было 69,7 %). Из 133 активных работали 119 человек (71 мужчина и 48 женщин), безработных было 14 (4 мужчин и 10 женщин). Среди 65 неактивных 37 человек были учениками или студентами, 13 — пенсионерами, 15 были неактивными по другим причинам.